# Mabel (zangeres)
Mabel Alabama Pearl McVey (Málaga, 20 februari 1996) is een Brits-Zweedse zangeres en songwriter.

## Biografie
Mabel McVey werd geboren in het Spaanse Málaga, groeide op in Stockholm, en sinds 2014 is zij woonachtig in Londen. Ze is de dochter van de zangeres Neneh Cherry en Cameron McVey. Laatstgenoemde is producer bij albums van onder andere Massive Attack en Neneh Cherry, en hij heeft een zoon uit een eerder huwelijk, de zanger Marlon Roudette. De dertien jaar oudere Marlon is dus een halfbroer van Mabel.

## Carrière
In 2015 begon Mabel aan haar carrière met haar debuutsingle Know me Better. In het Verenigd Koninkrijk had de zangeres een grote hit met Finders Keepers, een samenwerking met de rapper Kojo Funds. De single piekte in het land op 8. Bedroom werd eerder uitgebracht op de gelijknamige ep. Mabel bracht nadien nog Fine Line uit, een single die ook een grote hit werd in het Verenigd Koninkrijk. 
Ook verscheen er in 2017 een mix-tape Ivy to Roses met singles en een cover van de Canadese rapper Drake. In 2018 werd de mix-tape heruitgegeven. 'Fine Line', 'One Shot' en twee andere samenwerkingen met o.a. Jax Jones werden aan de mix-tape toegevoegd.
Mabel was ook het voorprogramma van Harry Styles tijdens zijn arenashows in Europa.
In 2018 speelde Mabel haar eerste soloshow in de Botanique te Brussel.
In 2019 bracht ze de single Don't Call Me Up uit. De single bereikte de top 5 in onder meer Nederland, het Verenigd Koninkrijk, Ierland, België en Zweden. Don't call me up stond een aantal weken op nummer 1. Op 7 juni werd de tweede single van het album uitgebracht, genaamd Mad Love. Deze kwam binnen op nummer 18 in de top 50.
Op 2 augustus 2019 kwam haar debuutalbum High Expectations uit, die eerder uitgesteld werd uit. Deze kwam binnen in de 'New Hits Friday NL' op #1 met het liedje OK (Anxiety Anthem). Op dit album staan 20 nummers, onder andere haar hitsingle Don't Call Me Up.

## Tournees

### Hoofdact
- These Are The Best Times Tour (2018) (VK & Ierland)
- Mad Love Tour met HVM in VK (2019)
- High Expectations Tour (2019-2020) (Europa)

### Voorprogramma's
- Harry Styles: Live on Tour (2018)
- LANY: Thrilla in Manila (2019)
- Khalid : Free Spirit Tour (2019)

## Discografie

### Ep's
- Bedroom (2017)

### Mix-tapes
- Ivy to Roses (2017+2018)

## Hitlijsten

### Albums
| Album met hitnotering(en) in de Vlaamse Ultratop 200 albums | Datum van verschijnen | Datum van binnenkomst | Hoogste positie | Aantal weken | Opmerkingen |
| ----------------------------------------------------------- | --------------------- | --------------------- | --------------- | ------------ | ----------- |
| High expectations                                           | 02-08-2019            | 10-08-2019            | 50              | 4            |             |

### Singles
| Single met eventuele hitnotering(en) in de Nederlandse Top 40 | Datum van verschijnen | Datum van binnenkomst | Hoogste positie | Aantal weken | Opmerkingen                              |
| ------------------------------------------------------------- | --------------------- | --------------------- | --------------- | ------------ | ---------------------------------------- |
| Don't call me up                                              | 2019                  | 9 maart 2019          | 2               | 25           | Nr. 3 in de Single Top 100 / Alarmschijf |
| Mad Love                                                      | 2019                  | 6 juli 2019           | 19              | 14           | Nr. 33 in de Single Top 100              |
| God Is a Dancer                                               | 20 september 2019     | 21 september 2019     | 16              | 16           | met Tiësto / Alarmschijf                 |
| Boyfriend                                                     | 2020                  | 29 februari 2020      | tip1            | -            |                                          |
| Tick Tock                                                     | 2020                  | 19 september 2020     | 12              | 19           | met Clean Bandit & 24kGoldn              |
| Let them know                                                 | 2021                  | 19 juni 2021          | tip1            | -            |                                          |
| I wish                                                        | 2021                  | 11 december 2021      | 33              | 6            |                                          |

| Single met hitnotering(en) in de Vlaamse Ultratop 50 | Datum van verschijnen | Datum van binnenkomst | Hoogste positie | Aantal weken | Opmerkingen                             |
| ---------------------------------------------------- | --------------------- | --------------------- | --------------- | ------------ | --------------------------------------- |
| My boy my town                                       | 06-11-2015            | 19-12-2015            | tip95           | -            |                                         |
| Finders keepers                                      | 29-09-2017            | 09-12-2017            | tip             | -            | met Kojo Funds                          |
| Fine line                                            | 19-01-2018            | 24-02-2018            | tip             | -            | met Not3s                               |
| Cigarette                                            | 23-02-2018            | 17-03-2018            | tip             | -            | met Raye & Stefflon Don                 |
| Ring ring                                            | 22-06-2018            | 30-06-2018            | tip14           | -            | met Jax Jones en Rich The Kid           |
| Don't call me up                                     | 18-01-2019            | 16-03-2019            | 2               | 35           | Nr. 4 in de Radio 2 Top 30 / 2x Platina |
| Mad love                                             | 07-06-2019            | 07-09-2019            | 50              | 1            |                                         |
| Loneliest time of year                               | 22-11-2019            | 07-12-2019            | tip11           | -            |                                         |
| God is a dancer                                      | 20-09-2019            | 18-01-2020            | 48              | 2            | met Tiësto                              |
| Boyfriend                                            | 28-02-2020            | 07-03-2020            | tip4            | -            |                                         |
| West Ten                                             | 03-07-2020            | 11-07-2020            | tip39           | -            | met AJ Tracey                           |
| Tick Tock                                            | 21-08-2020            | 29-08-2020            | tip3            | -            | met Clean Bandit & 24kGoldn             |
| Time after time                                      | 12-11-2021            |                       |                 |              | uit McDonald's kerstcommercial 2021     |

- Bibliothèque nationale de France: cb17879942j (data)
- Gemeinsame Normdatei: 1265709653
- International Standard Name Identifier: 0000 0004 6535 2787
- Library of Congress Control Number: no2019126000
- MusicBrainz: 3a592f93-5c88-4b7c-a10f-8eb3dcbadde7
- Virtual International Authority File: 56156809628145122468
- WorldCat: E39PBJtMrhHq8JhVMbh9GmdxXd